# Ksenoplata quadrata
Ksenoplata quadrata är en stekelart som beskrevs av Boucek 1965. Ksenoplata quadrata ingår i släktet Ksenoplata och familjen puppglanssteklar.
Artens utbredningsområde är:
- Algeriet.
- Bulgarien.
- Tjeckien.
- Slovakien.
- Azerbajdzjan.
- Turkiet.
- Nordmakedonien.

Inga underarter finns listade i Catalogue of Life.